# Antonio Angelucci
Antonio Angelucci, detto Tonino (Sante Marie, 16 settembre 1944), è un imprenditore, editore e politico italiano. Dalle elezioni politiche in Italia del 2008 è stato eletto per quattro volte deputato per le legislature XVI, XVII, XVIII e XIX nelle liste de Il Popolo della Libertà, di Forza Italia e della Lega.
Come imprenditore opera nella sanità attraverso il Gruppo San Raffaele, che gestisce l'IRCCS San Raffaele Pisana di Roma e numerose cliniche private, e, tramite la Finanziaria Tosinvest, nell'immobiliare e nell'editoria; tramite Tosinvest controlla i quotidiani Il Tempo e il Giornale, mentre tramite Fondazione San Raffaele e Tosinvest controlla Libero.

## Biografia

### Attività imprenditoriale
Nato a Sante Marie, in provincia dell'Aquila, si trasferisce a Roma dopo l'adolescenza con la sola licenza media, lavorando dapprima come commesso di una farmacia, in seguito come portantino presso l'ospedale San Camillo, dove si dimostra molto attivo come sindacalista. Apprese le necessarie conoscenze sul mondo sanitario, entra in società con altri imprenditori e politici in una vecchia casa di cura per lungodegenti di Velletri, di cui riesce a ottenere la maggioranza del capitale.
Inizia a coltivare anche i rapporti con il mondo politico, da Gianfranco Fini a Massimo D'Alema. Negli anni '90 acquisisce Cofiri, insieme alla famiglia Merloni. Entra nel capitale del Mediocredito Centrale grazie al banchiere Cesare Geronzi e con la Banca di Roma, divenuta in seguito Capitalia, entrando nel patto di sindacato, riesce ad ottenere prestiti per acquistare partecipazioni e rilevare immobili quali il palazzo di via delle Botteghe Oscure di Roma, che fu per circa quaranta anni la sede della direzione del Partito Comunista Italiano.
Nel biennio 2000-2001 suscita scandalo la vicenda dell'ospedale romano, appartenente all'Istituto San Raffaele di Milano, che - dopo un lungo contenzioso - viene venduto dall'istituto diretto da Don Verzè alla famiglia Angelucci per un importo di molto inferiore a quanto pochi mesi dopo fu pagato dalla Regione Lazio per ricomprarlo dagli Angelucci. Su questa vicenda vi furono inchieste giudiziarie e interrogazioni parlamentari, ferme per anni alla Procura della Repubblica di Roma. Sulla vicenda, Don Verzè scrisse un libro.
Dalla fine del 2008, la famiglia Angelucci ha fatto parte, attraverso la società veicolo lussemburghese TH S.A., del capitale azionario di Alitalia - Compagnia Aerea Italiana per una quota pari al 7,1%.

### La struttura
La sua finanziaria si chiama Tosinvest, holding di cui detiene la maggioranza delle azioni. Tosinvest, controllata da una società con sede in Lussemburgo, la Tree sa, controlla la società Tosinvest Sanità, la quale gestisce case di cura riabilitative e cliniche private convenzionate in tutta Italia (26 strutture, in particolare nel Lazio e in Puglia, 3 500 posti letto, 2 000 dipendenti), e la società Tosinvest Editoria, attiva nel settore dell'informazione con i quotidiani Il Riformista (pubblicato dal 2002 al 2012), Libero (dalla sua fondazione nel 2000) e, dal 2016, Il Tempo. Ha altresì controllato la syndication di quotidiani locali dell'Italia centrale capeggiata dal Corriere dell'Umbria, ceduta nel 2022 a Polimedia. Tosinvest Real Estate  gestisce attività immobiliari e di facility management, cioè servizi e manutenzioni immobiliari, mentre con Natuna nel 2018 ha vinto la gara privata per l'appalto al Senato.

## Attività politica
Alle elezioni politiche del 2008 viene candidato alla Camera dei deputati, tra le liste del Popolo della Libertà nella circoscrizione Lombardia 2, venendo eletto deputato. Nella XVI legislatura della Repubblica ha fatto parte della 6ª Commissione Finanze, anche in sostituzione della ministra per la gioventù Giorgia Meloni, e della 10ª Commissione Attività produttive, commercio e turismo, oltre a risultare il deputato con il minore tasso di produttività in assoluto, occupando il 630º posto su 630 nella classifica per l'indice di produttività, con 101 presenze su 24 735 (0,46% di presenze contro il 99,54% di assenze).
È stato poi rieletto deputato alle elezioni politiche del 2013 nella medesima circoscrizione, risultando nuovamente il componente della Camera meno presente, con il 99,59% di assenze, e nel 2018 da capolista di Forza Italia nel collegio plurinominale Lazio 1 - 02. Passato alla Lega, alle elezioni politiche del 2022 viene eletto per la quarta volta a Montecitorio, come capolista nel nuovo collegio plurinominale Lazio 1 - 02. In base alla sua dichiarazione dei redditi per il 2022, del valore di 4.581.988 euro, è il più facoltoso membro della Camera bassa.

## Procedimenti giudiziari
La società Tosinvest nel 2007 è stata al centro di uno scandalo su presunte tangenti versate ad un agente segreto. Nell'estate 2008 la famiglia Angelucci è stata coinvolta dai media nella Sanitopoli d'Abruzzo, vicenda di mescolanza tra affari e politica che ha portato all'arresto e le conseguenti dimissioni del presidente della Regione Abruzzo Ottaviano Del Turco, accusato di intascare tangenti da alcuni imprenditori della sanità attivi in Abruzzo.
A febbraio 2009 esplode un altro scandalo e per Angelucci la procura di Velletri chiede l'autorizzazione all'arresto, mentre esegue mandati di cattura per il figlio Giampaolo e per altri 12 indagati, nell'ambito di un'inchiesta per truffa da 170 milioni di euro ai danni della Regione Lazio.  Nel 2019, il tribunale di Roma assolve dalle accuse con formula piena Angelucci, il figlio Giampaolo e tutti gli altri indagati.
Angelucci finisce ancora sotto inchiesta, assieme a tre dei figli, per associazione a delinquere finalizzata a reati tributari nel 2014.
A novembre 2017 Angelucci viene condannato in primo grado a un anno e quattro mesi per tentata truffa e falso in relazione a finanziamenti pubblici ricevuti per i quotidiani Libero e Il Riformista.
Angelucci verrà denunciato da Alessio D'Amato, l'assessore alla sanità della giunta di Nicola Zingaretti, per un tentativo di corruzione da 250.000 euro: secondo i PM Angelucci, indagato dal 2020 per istigazione alla corruzione, aveva «avanzato alla Regione Lazio una richiesta di pagamento di pretesi crediti della struttura San Raffaele Velletri, alla quale era stato revocato l’accredito presso il Servizio sanitario regionale a causa di gravi irregolarità» e quindi avrebbe tentato di corrompere l'assessore per sbloccare la questione in suo favore. Nel giugno 2024 la Procura chiede l'archiviazione per Angelucci per mancanza di prove ma D'Amato si oppone.

## Ricchezza
In base alla dichiarazione dei redditi 2023 Angelucci risulta il parlamentare più ricco battendo di 116 mila euro Matteo Renzi ed è anche il più assenteista.